# VST
VST (ang. Virtual Studio Technology) – standard wtyczek efektowych oraz wirtualnych instrumentów, wprowadzony w 1996 r. przez firmę Steinberg Media Technologies.
Oprogramowanie wydawane w tym formacie to głównie programowe syntezatory, samplery oraz efekty studyjne. Do kontroli oprogramowania VST, niezbędny jest tzw. host, np. program sekwencerowy, w którego środowisku działa konkretna wtyczka. Instrumenty VST (potocznie zwane VSTi) posiadają zazwyczaj własny, zintegrowany interfejs oraz pełną implementację MIDI, dlatego też istnieje możliwość ich obsługi w czasie rzeczywistym, za pomocą zewnętrznych kontrolerów lub klawiatury sterującej.
Polityka firmy Steinberg Media Technologies, zakładająca udzielanie firmom programistycznym nieodpłatnej licencji na możliwość wykorzystania technologii VST w swoich aplikacjach, spowodowała, że standard ten stał się podstawowym na rynku wtyczek muzycznych.
W 1999 r. wprowadzona została nowa wersja specyfikacji, oznaczona jako VST 2.0. W roku 2006 pojawiła się wersja VST 3.
Istnieje oprogramowanie, które pozwala na uruchamianie wtyczek VST w innych środowiskach, np. w Pro Tools.